# Friedrich Hammer (Politiker)

Friedrich Hammer

Friedrich Hammer (* 8. Februar 1861 in Frankenstein in Schlesien; † 18. Februar 1923 in Berlin) war ein deutscher Politiker (DNVP).

## Leben und Wirken
Nach dem Besuch der Volksschule und des Gymnasiums im schlesischen Waldenburg absolvierte Hammer eine Lehre als Dekorationsmaler. Von 1880 bis 1882 wurde er zudem in Stuttgart kunstgewerblich unterrichtet. Von 1885 bis 1895 war Hammer als selbständiger Dekorationsmaler in Berlin tätig. Anschließend war er ehrenamtlich im gewerblichen Genossenschaftswesen tätig.
Vom 20. November 1903 bis zum 15. November 1918 gehörte Hammer erst für Teltow, dann für Pyritz, Saatzig und Stargard in Pommern dem Preußischen Abgeordnetenhaus an. Politisch fiel er zu dieser Zeit unter anderem durch seine, im Auftrag der Mittelstandsvereinigung, vorgebrachte, Forderung auf, die Warenhaussteuer zu erhöhen.
Am Ersten Weltkrieg nahm Hammer als Leutnant der Reserve des 1. Garde-Landwehr-Regiments teil. Nach dem Krieg, in dem er mit dem Eisernen Kreuz II. Klasse ausgezeichnet wurde, ließ Hammer sich als Rentner in Zehlendorf nieder.
1919 trat Hammer in die Deutschnationale Volkspartei (DNVP) ein. Für diese gehörte er 1919 der verfassungsgebenden preußischen Landesversammlung an. Ein Jahr später, bei der Reichstagswahl vom Juni 1920, zog er in den ersten Reichstag der Weimarer Republik gewählt, in dem er bis zu seinem Tod im Februar 1923 den Wahlkreis 4 (Potsdam I) vertrat. Hammers Mandat wurde anschließend für den Rest der Legislaturperiode, bis zum Mai 1924, von seinem Parteikollegen Emil Ebersbach übernommen. Seit dem Juni 1920 gehörte Hammer zudem dem Vorläufigen Reichswirtschaftsrat an.